# Балцвиник, Михаил Абрамович
Михаил Абрамович Балцвиник (1931, Ленинград — 1980, Ленинград) — советский журналист и поэт, диссидент; автор и коллекционер уникальных фотопортретов.

## Биография
Родился 2 февраля 1931 года в Ленинграде в семье молодых врачей. Родители:
- Отец: Абрам Меерович Балцвиник (1896 — 1976) — уроженец города Вильно, врач-терапевт, диетолог, кандидат медицинских наук; работал в Ленинградском Государственном институте усовершенствования врачей (ГИДУВе). В финскую войну (1939—1940) находился на фронте в Карелии. Во время Великой отечественной войны (1941—1945) работал военным врачом в городе Петрозаводске, затем доктором в военно-санитарном поезде. Майор медицинской службы, после войны вернулся на работу в ГИДУВ, откуда в 1953 году был уволен по сфабрикованному «делу врачей».
- Мать: Гинда Григорьевна Гинделес (1897, Могилёв — 1978, Ленинград) — получила образование в Могилёве, до войны работала врачом-педиатром в Центральной поликлинике Октябрьской ж/д на ул. Боровой, д. 55. После войны работала врачом-терапевтом в той же Центральной ж/д поликлинике.

Имел сестру Елена Абрамовна Гершун (1923 — 2013) — преподавала немецкий язык сначала в Военной академии связи им. С. М. Буденного, затем в ленинградских общеобразовательных школах.
Поступил в 222-ю среднюю школу в конце 1930-х годов. С началом войны в 1941 году вместе с матерью и сестрой выехал в эвакуацию в Ташкент. Вернувшись в Ленинград в 1945 году, продолжил обучение в той же школе, окончив её в 1949 году с золотой медалью. Поступил на филологический факультет ЛГУ, во французскую группу отделения журналистики.
В 1954 году женился на однокурснице Галине Георгиевне Зябловой. В том же, 1954 году, по окончании университета, вместе с женой уехал по распределению сначала в Киргизию, а затем в Чувашию. Работал в газете «Советская Чувашия». Михаил Балцвиник был прирожденный журналист — с лёгким даром четких формулировок и превосходным стилем, но его природная честность и критическое отношение к советской власти, порождённое вдумчивым чтением и анализом политических явлений, закрыли для него дорогу в «большую» прессу. Вернувшись в Ленинград в 1958 году, он смог устроиться по специальности только в малопрестижной многотиражке завода резиново-технических изделий «Красный треугольник».
В числе тридцати молодых ленинградцев, 12 июня 1965 года он подвергся преследованиям со стороны органов КГБ по делу общественно-политической группы «Союз коммунаров» (В. Ронкин, С. Хахаев и др). Привлекался в качестве свидетеля, выступил на суде со смелым заявлением в защиту подсудимых, после чего ему лично были поставлены в вину «потеря политической бдительности» и «недонесение». Этого хватило, чтобы он и его жена были исключены из КПСС и из газеты. В силу тогдашнего негласного запрета на профессию, работа в любых органах печати была ему запрещена. Однако после серии жалоб и обращений в райком КПСС, ему удалось остаться на заводе и устроиться сначала в качестве табельщика, а затем инженера-экономиста в плановом отделе.

## Литературная и творческая деятельность
Со студенческих лет писал стихи, что называется, «для себя». Только после его кончины несколько его стихотворений появилось в парижской «Русской мысли», а в 1990-м году, уже «на излете» советского режима, они были напечатаны в ленинградской газете «Смена». Увлечение поэзией давало М. Балцвинику силы для существования в постылой «социалистической» действительности.
Тем не менее занятие исключительно поэзией не соответствовало его энергичной натуре и поэтому не могло стать выходом для его творческого темперамента. Неожиданно в конце 1960-х годов им овладело новое увлечение, связанное с любовью поэзии и к фотоискусству: он стал собирать фотографии любимых поэтов и прозаиков и фотографировать уважаемых им литераторов-современников. Так начало складываться его ставшее впоследствии знаменитым собрание иконографии русских писателей XX века. За короткое время благодаря пылкому интересу и фанатичному труду у него собралась уникальная коллекция фотопортретов.
Главными объектами его собирательства были образы любимых им и редко издаваемых тогда поэтов XX века — Б. Пастернака, А. Ахматовой, О. Мандельштама, М. Цветаевой и многих других. М. Балцвиник разыскивал неизвестные фотографии у родственников писателей, их друзей и знакомых, у старых фотографов — делал копии, ретушировал и печатал их заново.
Следует сказать, что он не был коллекционером в традиционном смысле, то есть его не привлекала идея быть единственным владельцем редкой фотографии. Раздобыв новый и неизвестный снимок, он охотно печатал несколько его копий и с удовольствием дарил друзьям. Именно благодаря его деятельности возник своего рода «иконографический самиздат», которым неслучайно вскоре заинтересовались органы КГБ, не допускавшие такой «противозаконной» деятельности.
Примечательно его знакомство с писателем и фотографом А. Л. Лессом, который сделал для него массу отпечатков не только фотографий Бориса Пастернака, Ильи Эренбурга, Александра Твардовского, но и опального тогда писателя Александра Солженицина.
Личное обаяние М. Балцвиника, его юмор, эрудиция, тонкое знание литературы и абсолютное бессребреничество  открывали перед ним все двери — не только частных домов, но даже некоторых государственных собраний, с которыми он легко делился своими находками. Так у С. А. Ермолинского он скопировал фотографии Михаила Булгакова, у И. Н. Пуниной — Анны Ахматовой; ему всегда был открыт архив Иды Наппельбаум со всеми фото и негативами ее знаменитого отца Моисея Соломоновича Наппельбаума.
М. Балцвиник и сам тогда много фотографировал. Известны его фотопортреты Надежды Яковлевны Мандельштам, Булата Окуджавы, Беллы Ахмадулиной, Александра Кушнера, Виктора Сосноры и др. Техническое качество его работ исключительно высокое, ни одному профессионалу не достичь такого эффекта в пересъемке — его копии, сделанные в докомпьютерную эпоху, подчас оказывались лучше оригиналов. Выхода американского альбома фотографий Марины Цветаевой он, к сожалению, не дождался. Альбом вышел в 1985 году, уже после его смерти. Его авторство в этом издании обозначено литерами «МБ»; он был лично знаком с издателем Карлом Проффером и знал о подготовке этого альбома.
В 1999 году музей Анны Ахматовой в Фонтанном доме смог приобрести коллекцию фотографий М. А. Балцвиника (после его смерти коллекция находилось у К. М. Азадовского).
Историк литературы Б. Я. Фрезинский написал по этому поводу:
«…Две с половиной тысячи фотографий, составивших потрясающую иконографическую летопись нашей литературы от Блока до Бродского и материализующих страсть души, дар собирателя и мастерство фотографа — начали новую жизнь, служа нашей культуре…» 
В 1976 году М. Балцвиник ушел из семьи и вскоре женился на Людмиле Петровой (1946—2016). Казалось бы, новая семья и рождение ребенка должны были послужить импульсом для новых творческих достижений. Однако этого не произошло.
«…Как многие люди тонкого душевного склада, он был уязвим, беззащитен и хрупок. Увы, обстоятельства — в конце семидесятых — складывались не в его пользу. Атмосфера — в стране, на работе и дома — все более сгущалась. Он путался в неурядицах; сплетаясь роковым образом, они преследовали его, надрывали ему сердце. В глазах появилась боль — тоскливое выражение, которого я не замечал раньше. Ему стало не под силу нести эту повседневную ношу обид, груз обид, тревог и разочарований. И он не выдержал…» — напишет о его смерти литературовед К. М. Азадовский.
Михаил Абрамович Балцвиник добровольно ушел из жизни 14 апреля 1980 года. Его прах был погребен на кладбище-колумбарии Ленинградского крематория. Там же похоронены его родители, сестра и вторая жена, Людмила Григорьевна Петрова.

## Адреса
- Улица Софьи Перовской, д.3, кв.10

## Семья
Первая жена: Галина Георгиевна Зяблова (1931—2018), журналистка, литературный редактор, автор рассказов о животных. Работала в ленинградских газетах «Смена», «Скороходовский рабочий», «Ленинградский рабочий», в корпункте московской газеты «Известия».
Вторая жена: Людмила Григорьевна Петрова (1946—2016), инженер, бухгалтер по образованию.
Дочери:
- Ольга Михайловна Зяблова (род. 1959), художник — бутафор Учебного театра «На Моховой», училась в 222-й школе с 1966 по 1976 год;
- Марина Михайловна Мартышко  (род. 1979), учитель английского языка в одной из петербургских школ.